# Кирчо Куртев
Кирчо Петков Куртев е български офицер, генерал-майор.

## Биография
Роден е на 20 март 1951 г. в Бургас. Завършва Висшето народно военно училище във Велико Търново. На 1 септември 1997 г. е освободен от длъжността командир на Седма мотострелкова дивизия и назначен за заместник-командир на Трети армейски корпус. На 11 април 2000 г. е освободен от длъжността заместник-командир на Трети армейски корпус. На 7 юли 2000 г. е назначен за началник-щаб на Силите за бързо реагиране и удостоен с висше военно звание бригаден генерал. На 25 април 2003 г. е освободен от длъжността началник-щаб на 2-ри армейски корпус, назначен за заместник-началник на Главния щаб на Сухопътните войски по подготовка на войските и удостоен с висше военно звание генерал-майор, като на 4 май 2005 г. е преназначен на последната длъжност. На 25 април 2006 г. е назначен за заместник-командващ на Сухопътните войски считано от 1 юни 2006 г. На 15 февруари 2008 г. е освободен от длъжността заместник-командващ на Сухопътните войски. Умира на 26 април 2025 г. в Бургас.

## Военни звания
- Бригаден генерал (7 юли 2000)
- Генерал-майор (25 април 2003)